# Ferrari 250 Monza
La 250 Monza è una autovettura da competizione prodotta dalla Ferrari nel 1954 in quattro esemplari.

## Il contesto
Il modello nacque dall'accoppiamento del telaio della 750 Monza con il motore della 250 MM. Quest'ultimo era un V12 a 60º, e fu progettato da Gioachino Colombo.
La vettura era caratterizzata dall'avere il cambio montato nel retrotreno, che forniva una più equilibrata distribuzione dei pesi. Alla “250 Monza” furono anche installate sospensioni posteriori comprendenti un ponte De Dion, che migliorava la tenuta di strada.
Furono realizzati quattro esemplari con carrozzeria barchetta la cui linea fu disegnata da Dino Ferrari. Due furono costruiti da Pininfarina, e si ispiravano alla 500 Mondial. L'altra coppia fu invece realizzata da Scaglietti, ed il loro design ricordava quello della 750 Monza.

## Le competizioni
Il modello debuttò nelle competizioni sotto le insegne della Ferrari il 6 giugno 1954 alla 12 Ore di Hyères, dove conquistò la vittoria guidato da Luigi Piotti e Maurice Trintignant. Questo esemplare fu l'unico a non essere venduto a clienti privati dalla Casa del “cavallino rampante”, e non conseguì altre vittorie importanti; gli altri tre furono ceduti e si aggiudicarono diverse gare italiane, tra cui il Giro dell'Umbria. In seguito uno di essi giunse quinto alla Carrera Panamericana del 1954.

## Caratteristiche tecniche
Il motore era un V12 a 60º non sovralimentato anteriore e longitudinale. L'alesaggio e la corsa erano rispettivamente 73 mm e 58,8 mm, che portavano la cilindrata totale a 2953,21 cm³. La testata ed il monoblocco erano fabbricati in lega leggera. Il rapporto di compressione era di 9:1, mentre la potenza massima erogata dal propulsore era di 240 CV a 7200 giri al minuto.
La distribuzione era formata da un singolo albero a camme in testa che comandava due valvole per cilindro. L'alimentazione era assicurata da tre carburatori di marca Weber e modello 36 IF/4C. L'accensione era singola ed il relativo impianto comprendeva due magneti. La lubrificazione era a carter umido, mentre la frizione era multidisco.
Le sospensioni anteriori erano indipendenti, ed avevano installato quadrilateri trasversali ed una balestra montata allo stesso modo; quelle posteriori erano invece formate da un ponte De Dion, doppi puntoni ed una balestra longitudinale. Entrambe montavano ammortizzatori idraulici Houdaille. I freni erano a tamburo sulle quattro ruote, mentre lo sterzo era a vite senza fine e settore dentato. La trazione era posteriore, e la trasmissione era formata da un cambio manuale a quattro rapporti più la retromarcia.
Il telaio era tubolare in acciaio. La carrozzeria era spider a due posti, ed era opera di Scaglietti e Pininfarina.
La velocità massima raggiunta dalla “250 Monza” era di 250 km/h.